# Alicia Moreau de Justo

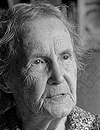
Alicia Moreau vào năm 1972

Alicia Moreau de Justo (11 tháng 10 năm 1885 –  12 tháng 5 năm 1986) là một dược sĩ, chính trị gia, nhà vận động nhân quyền và hòa bình người Argentina.
Sinh ra tại  London, có bố và mẹ là người Pháp, gia đình Moreau này dời tới Argentina khi Alicia vẫn còn là một đứa trẻ.
Ở đó cô ban đầu cô học thành giáo viên, sau đó trở thành người phụ nữ thứ tư thành dược sĩ của Argentina.
Cô bắt đầu hoạt động chính trị của mình vào năm 1906 trong International Congress of Free Thought. Cô liên lạc với Đảng Xã hội, và làm việc như là một cộng tác viên cho Tạp chí Xã hội Quốc tế.
Con đường chính của Puerto Madero ở Buenos Aires được đặt tên theo cô.